# Подновље
Подновље је насељено мјесто у граду Добој, Република Српска, БиХ. Према прелиминарним подацима пописа становништва 2013. године, у насељу је живјело 1.158 становника.

## Географија
Подновље се налази на раскрсници путева између Добоја, Модриче и Дервенте у подножју узвишења Вучијак. Подновље је уједно и центар Вучијака. Поред ријеке Босне, кроз Подновље протиче и ријечица Глоговица. Месну заједницу Подновље чине Подновље, Горње Подновље, Глоговица, Кутловац и Доњи Божинци.

## Историја
Подновље је 22. августа 2008. поводом изградње фабрике за изградњу монтажних хала „Ми планет“ посјетио председник Владе Републике Српске Милорад Додик.

## Култура
У центру села се налази храм Српске православне цркве. На локалитету Липе се налази манастир Подновље. У Подновљу дјелује КУД Вучијак.
Спомен-соба
Спомен-соба је посвећена погинулим српским борцима Вучијачке бригаде Војске Републике Српске.

## Образовање
ОШ „Ђура Јакшић” Подновље

## Спорт
Подновље је сједиште српског фудбалског клуба СФК Полет.

## Инфраструктура
Село има амбуланту, пошту, полицијску станицу, основну школу, бензинску пумпу и неколико продавница. Куће у селу су раштркане по оближњим брежуљцима. У центру села се налази православна црква.

## Становништво
| Националност       | 2013. | 1991. | 1981. | 1971. | 1961. |
| Срби               |       | 1.109 | 1.135 | 1.137 |       |
| Хрвати             |       | 89    | 109   | 161   |       |
| Југословени        |       | 23    | 34    | 10    |       |
| Муслимани          |       | 1     | 3     | 1     |       |
| остали и непознато |       | 17    | 20    | 6     |       |
| Укупно             | 1.158 | 1.239 | 1.301 | 1.315 | 2.028 |

| Демографија | Демографија | Демографија |
| Година      | Становника  | Становника  |
| ----------- | ----------- | ----------- |
| 1961.       | 2.028       |             |
| 1971.       | 1.315       |             |
| 1981.       | 1.301       |             |
| 1991.       | 1.239       |             |
| 2013.       | 1.158       |             |

## Знамените личности
- Никола Калабић, командант Горске краљеве гарде Југословенске војске у Отаџбини
- Милан Калабић, српски потпуковник